# یاو بینا
یاو بینا (انگلیسی: Yao Beina; ۲۶ سپتامبر ۱۹۸۱ – ۱۶ ژانویهٔ ۲۰۱۵) خواننده، نوازنده پیانو و ترانه‌پرداز اهل چین بود.